# 金炯逸
金炯逸（：／，1960年12月28日—），是韩国男演员，本贯金宁金氏。

## 生平
1981到1984年，在韓國陸軍服役。1985年以话剧演员身份首次登台。1987年作为基督教廣播配音演员出道。1989年作为KBS第13届公开招募的人才出道。次年在电影《将军之子》作为配角出演了他的电影处女作。
凭借高大的身材和低沉的嗓音，他在多部作品中确立了自己作为将军专业演员的地位。

## 演艺经历
1960年12月28日出生，在首尔度过青年时期，毕业于普成高等学校后与舞者韩福熙结婚。1989年，他以公开招募人才的身份加入KBS，通过饰演《将军之子》中的“神仙魔术师”严东旭一角而广为人知。
1990年的《首尔猪八戒》是他的电视剧处女作，随后在《韩明浍》和《王与妃》中两次饰演洪允成，在政治大戏《第五共和国》中饰演金载圭。2008年特别出演电视剧《你是我的命运》中的查尔斯·姜，2006年4月，担任某名人喜马拉雅岛公园探险队副总指挥，2010年5月，担任天安农特产联合品牌Haneul Green的形象大使。
2006年，在KBS情景喜剧《笑着回头》中饰演陆亨日一角，平生第一次出演同名固定角色。
他在许多作品中主要以配角的身份出现。

## 演出作品

### 电视剧
- 1990 KBS2 《月光家族》
- 1990 KBS1 《首尔猪八戒》
- 1990 KBS2 《野望的岁月》
- 1992 KBS2 《明天就是爱》
- 1993 KBS2 《青春剧场》
- 1993 KBS2 《一月》
- 1993 MBC 《Pilot》 - 前空军官校F-5战斗机飞行员车英圭，大韩航空机长
- 1993 KBS2 《新孙子兵法》
- 1994年KBS2 《韩明浍》 洪允成
- 1994年MBC 《M》
- 1994 KBS2 《历史的较量》
- 1995 KBS2 《面具天使》
- 1997 SBS 《梦之宫》
- 1998 KBS 《王與妃》 洪允成
- 1998 SBS 《口哨》 饰演Rivlic Clinic的儿子
- 2000 MBC 《用眼睛说》
- 2000 KBS 《太祖王建》 申崇謙
- 2000 MBC 《情景喜剧三友》 -客串郑雄仁邻居的熟人，所谓姻亲的表弟
- 2000 MBC 《我喜欢辣》
- 2001 KBS 《我爱枣树》
- 2002 KBS2 《女高中生》
- 2002 KBS2 《張禧嬪》 - 敏宙
- 2003 KBS 《武人时代》 - 崔钟洙
- 2003 MBC 《男人的香氣》
- 2003 SBS 《王的女人》 - 徐佳普
- 2005 MBC 《第五共和国》 - 金载圭，第8任中央情报局局长
- 2006 KBS 《首尔1945》
- 2006 KBS 《微笑回首》
- 2008 KBS 《大王世宗》 - 闵无恤
- 2008 KBS 《你是我的命运》
- 2009 KBS 《青春礼赞》
- 2010 MBC 《金首露》 金明
- 2010 KBS 《近肖古王》
- 2012 MBC 《黄金时刻》 - Ho-Young Kim
- 2012 KBS 《大王之梦》 - 东大千
- 2013 JTBC 《再也无法忍受》 - 朴昌洙
- 2015 KBS 《惩毖录》 - 申砬
- 2016 KBS 《我們家蜜罈子》 - 金雄浩 (James Kim)
- 2017 tvN 《付岩洞复仇者们》 - 洪尚万

### 电影
- 1990 《在将军的儿子》 -严董旭
- 1992 《你心中的蓝》
- 1992 《金之战》
- 1992 《性爱的沉默》
- 1993 《红磨坊》
- 1994 《蒸发》
- 1996 《老板》
- 1997 《恐怖分子2 》
- 1998 《吹口哨的女人》
- 1999 《间谍李哲珍》
- 2002 《解放日特使》
- 2002 《弹钢琴的总统》 -保安员在总统安全局
- 2003年《黄山武》 - 百济士兵4
- 2004年《孝子洞理发师》 - 太平间的保镖1
- 2005年《总统致命一击》-保镖大人
- 2006年《飞爸爸》
- 2007年《 色即是空2 》
- 2007 《那片天空的悲伤》
- 2008年《穆林女子大学》饰演郑学

### 舞台剧
- 《哈姆雷特》 - 克劳狄大帝（主角）

### 音乐剧
- 《淑女与暴徒》 - 大焦耳（配角）

### 电视节目
- 1996 MBC 《今天是个好日子》。 . .大哥
- 2001 KBS2 《超级电视快乐星期天-出发梦之队》
- 2009 KBS1 《电视载爱》
- 2009 SBS 《明星少年秀 Bungeoppang 》
- 2000~2009 KBS 《家庭娱乐中心》
- 2009 MBC 《奇葩恋课堂》
- 2012 MBC 《人间故事奔跑！生活》
- 2014 KBS2 《仅免费》
- 2015 MBC 《美好的一天》
- 2016 tvN 《 Let's Go Time Expedition 》。 . .葡萄园站

### 广播节目
- 2015 EBS FM 《EBS阅读电台阅读系列》

### CF作品
- 帕多石锅拌饭

## 家庭关系
- 配偶：韩福熙（1965～）
  - 女儿：金艺媛（2003～）
  - 儿子：金俊赫（2005～）